# Getafe (Bohol)
Getafe (voorheen Jetafe) is een gemeente in de Filipijnse provincie Bohol op het gelijknamige eiland. Bij de census van 2015 telde de gemeente bijna 31 duizend inwoners.

## Geografie

### Bestuurlijke indeling
Getafe is onderverdeeld in de volgende 24 barangays:
| - Alumar - Banacon - Buyog - Cabasakan - Campao Occidental - Campao Oriental - Cangmundo - Carlos P. Garcia - Corte Baud - Handumon - Jagoliao - Jandayan Norte | - Jandayan Sur - Mahanay - Nasingin - Pandanon - Poblacion - Saguise - Salog - San Jose - Santo Niño - Taytay - Tugas - Tulang |

## Demografie
Getafe had bij de census van 2015 een inwoneraantal van 30.955 mensen. Dit waren 3.167 mensen (11,4%) meer dan bij de vorige census van 2010. Ten opzichte van de census van 2000 was het aantal inwoners gegroeid met 4.129 mensen (15,4%). De gemiddelde jaarlijkse groei in die periode kwam daarmee uit op 0,94%, hetgeen lager was dan het landelijk jaarlijks gemiddelde over deze periode (1,84%).

De bevolkingsdichtheid van Getafe was ten tijde van de laatste census, met 30.955 inwoners op 120,5 km², 256,9 mensen per km².